# Danny Davis
Pour les articles homonymes, voir Daniel Davis (homonymie).
Danny Davis né le 22 juin 1988 à Highland (Michigan) est un snowboardeur américain spécialiste du half-pipe. En 2014, il a été sélectionné pour participer aux Jeux olympiques d'hiver à Sotchi et a terminé dixième. Peu avant ces Jeux, il a remporté les Winter X Games à Aspen.

## Palmarès
- Jeux olympiques d'hiver
  - 10e du half-pipe en 2014

- Winter X Games
  -  Médaille d'or au SuperPipe en 2014

## Blessure
En 2010, Davis a souffert d'une sévère blessure au dos après un accident en conduisant un véhicule tout terrain alors qu'il était parmi les potentiels prétendants à la qualification olympique.